# Nejime Shingo
Shingo Nejime (sinh ngày 22 tháng 12 năm 1984) là một cầu thủ bóng đá người Nhật Bản.

## Sự nghiệp câu lạc bộ
Shingo Nejime đã từng chơi cho Tokyo Verdy, Yokohama FC và Roasso Kumamoto.